# Bacanius insularis
Bacanius insularis är en skalbaggsart som beskrevs av Yves Gomy 1978. Bacanius insularis ingår i släktet Bacanius och familjen stumpbaggar. Inga underarter finns listade i Catalogue of Life.